# شهرستان آلیتوس
شهرستان آلیتوس (به لیتوانیایی: Alytaus apskritis) یکی از شهرستان‌های کشور لیتوانی است.
این شهرستان ۱۵۷٬۷۶۶ نفر جمعیت، ۵٬۴۲۵ کیلومتر مربع مساحت و مرکز شهر آلیتوس است.